# 托洛茨基主义派—第四国际
托洛茨基主义派—第四国际（英語：Trotskyist Fraction – Fourth International，缩写为TF-FI，缩写为FT-CI）是一个托洛茨基主义国际组织。该组织成立于1989年，由从国际工人联盟—第四国际分裂出来的一些团体组建。该组织最重要的支部是阿根廷的社会主义工人党。

## 支部
- 阿根廷 社会主义工人党
- 玻利维亚 争取第四国际革命工人联盟
- 巴西 工人革命运动
- 智利 革命工人党
- 法國 不断革命
- 德国 革命国际主义组织
- 墨西哥 社会主义工人运动
- 西班牙 工人革命潮流
- 乌拉圭 争取社会主义工人潮流
- 美国 左翼之声
- 委內瑞拉 争取社会主义工人联盟
- 革命社会主义组织
- 義大利 革命国际主义派
- 秘魯 工人社会主义潮流

## 同情支部
- 向社会主义进军

## 前支部
- 智利 反资本主义工人左翼
- 社会主义革命联盟

## 前同情支部
- 法國 革命国际主义共产主义团体